# Howe Sound Queen
Die Howe Sound Queen ist eine ehemalige Fähre der kanadischen Reederei BC Ferries.

## Geschichte
Die Fähre wurde unter der Baunummer 306 auf der Werft Marine Industries in Tracy, Québec, gebaut. Die Fertigstellung erfolgte im März 1964. Das Schiff wurde zunächst als Napoleon L im Fährverkehr über den Sankt-Lorenz-Strom eingesetzt.
1971 kaufte BC Ferries die Fähre und benannte sie in Howe Sound Queen um. Sie wurde von BC Ferries zunächst zwischen Horseshoe Bay und Bowen Island eingesetzt. Seit 1992 fuhr die Fähre auf der Strecke zwischen Crofton auf Vancouver Island und Vesuvius auf Saltspring Island. Anfang Juni 2019 wurde sie außer Dienst gestellt und auf der Strecke von der 1977 gebauten Fähre Quinitsa ersetzt.
Aufgrund des Alters der Fähre mussten Anfang des 21. Jahrhunderts immer wieder Instandhaltungs- und Modernisierungsmaßnahmen durchgeführt werden. So wurde 2004 die Antriebsmaschine ersetzt und die Fähre mit einem modernen Rettungssystem ausgestattet. 2007 wurde der Passagierbereich modernisiert. 2016 wurde die Fähre noch einmal überholt, um sie bis 2019 weiterbetreiben zu können.
Die Fähre wurde im April 2019 für 210.000 CAD versteigert.
Benannt ist das Schiff nach dem Howe Sound, einer Bucht nordwestlich von Vancouver.

## Technische Daten
Das Schiff wird von zwei DDA/MTU-Dieselmotoren (Typ: 12V2000) angetrieben. Die Motoren wirken über Getriebe auf zwei Propeller. Für die Stromversorgung stehen zwei von Mitsubishi-Dieselmotoren (Typ: 6D16 NA) angetriebene Generatoren zur Verfügung. Die Notstromversorgung wird durch Akkumulatoren sichergestellt.
Die Fähre verfügt über ein durchlaufendes Fahrzeugdeck. Dies war ursprünglich nach oben größtenteils offen und nur auf einer Seite teilweise von den Decksaufbauten mit dem Steuerhaus überbaut. In den 1970er Jahren wurde die Fähre umfangreich umgebaut und das Fahrzeugdeck im mittleren Bereich der Fähre vollständig mit neuen Decksaufbauten überbaut. Die Durchfahrtshöhe beträgt 4,6 Meter, Auf dem Fahrzeugdeck stehen auf sechs Fahrspuren rund 317 Spurmeter zur Verfügung. Die Fähre kann 52 Pkw befördern und ist für insgesamt 300 Personen zugelassen.